# ジョン・マクスウェル (初代ファーナム男爵)
初代ファーナム男爵ジョン・マクスウェル（英語: John Maxwell, 1st Baron Farnham、1687年 – 1759年8月6日）は、アイルランド王国の政治家、貴族。

## 生涯
ヘンリー・マクスウェル（Henry Maxwell、ロバート・マクスウェルの息子）とアン・ステュアート（Anne Stewart、ジョージ・ステュアートの娘）の息子として生まれた。
1737年に親族のロバート・マクスウェル（Robert Maxwell）が死去すると、キャバン県ファーナムでの領地を継承した。
1725年から1759年までアイルランド民事訴訟裁判所首席書記（Prothonotary of the Court of Common Pleas）を、1727年から1756年までキャバン・カウンティ選挙区の代表としてアイルランド庶民院議員を務め、1756年5月6日にアイルランド貴族であるキャバン県におけるファーナムのファーナム男爵に叙され、8日にアイルランド貴族院議員に就任した。
1759年8月6日に死去、ダブリンのクライストチャーチ大聖堂に埋葬された。長男ロバートが爵位を継承した。

## 家族
1719年6月、ジュディス・バリー（Judith Barry、1699年12月15日洗礼 – 1771年4月5日、ジェームズ・バリーの娘）と結婚、3男をもうけた。
- ロバート（1779年11月16日没） - 第2代ファーナム男爵、初代ファーナム伯爵（第1期）
- バリー（1800年10月7日没） - 第3代ファーナム男爵、初代ファーナム伯爵（第2期）
- ヘンリー（英語版）（1798年10月7日没） - 聖職者。1759年、マーガレット・フォスター（Margaret Foster、アンソニー・フォスター（英語版）の娘）と結婚、子供あり。第5代ファーナム男爵ジョン・マクスウェル＝バリー（英語版）と第6代ファーナム男爵ヘンリー・マクスウェルの父